# Demografia della Groenlandia

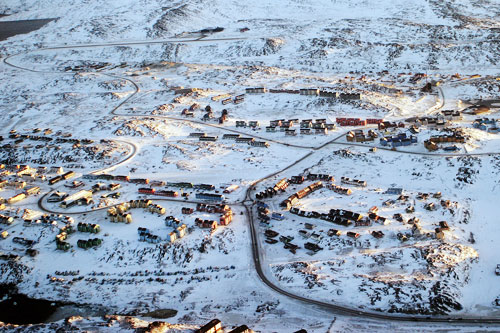
Nuuk, la capitale e la città più popolosa della Groenlandia

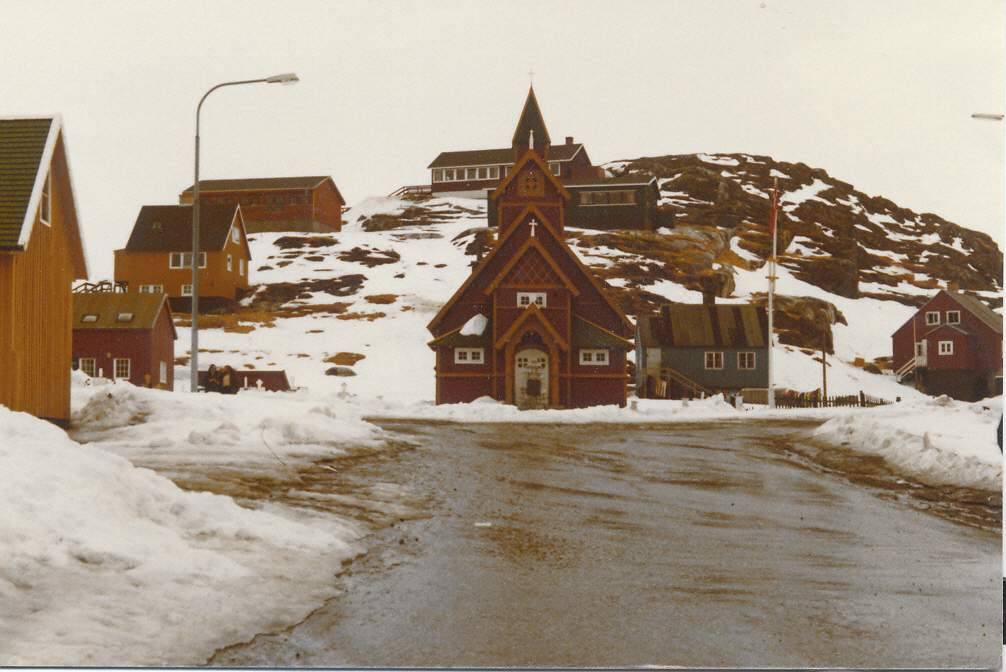
Paamiut

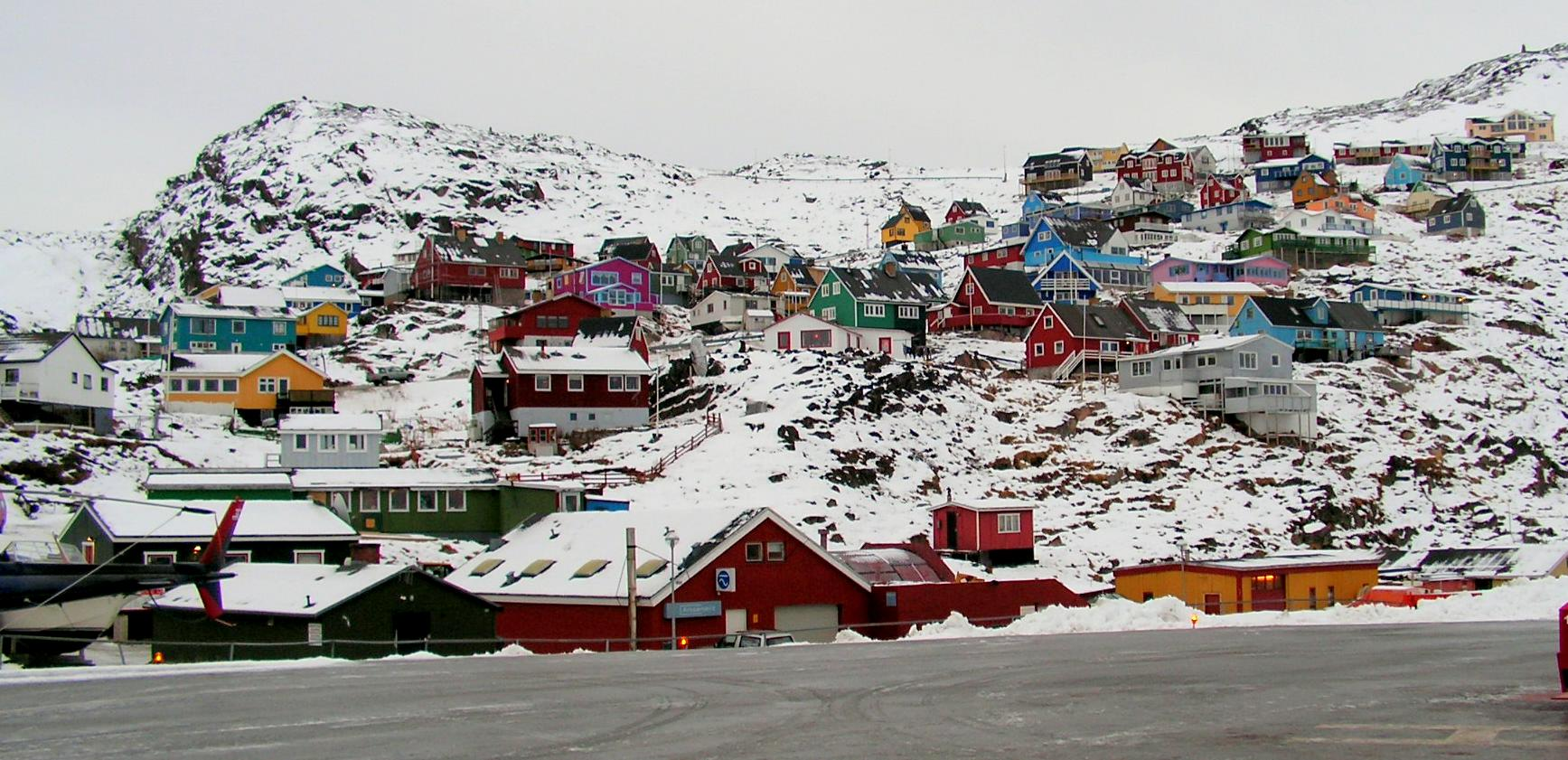
Qaqortoq

La popolazione della Groenlandia è di 56.344 abitanti (luglio 2007); la densità è una delle più basse del mondo, appena 0,027 abitanti per km².
Dei 56.000 abitanti ben 24.000 (43%) vivono nella capitale Nuuk; l'83% degli abitanti totali dichiara di vivere in città. La maggior parte della popolazione della Groenlandia vive sulla costa ovest, qui infatti si trovano Nuuk e quasi tutte le principali città dell'isola. La seconda zona più popolosa è la parte sud; la parte nord per il gelo polare è molto meno abitata, ed in particolare la zona nord-est: qui si trova infatti il Parco nazionale della Groenlandia nordorientale, prevalentemente chiuso al pubblico, che pur essendo vasto 1.000.000 km² ospita permanentemente circa 20 persone. Sulla costa sud-est sono insediate ben poche persone (vi sono solo due città importanti, Ammassalik e Ittoqqortoormiit), soprattutto a causa dell'isolamento per la gran quantità di montagne nella zona; qui si trova anche il Monte Gunnbjørn, la vetta più alta della Groenlandia (3.700 m).
I groenlandesi discendono per l'87% da inuit ed europei, in particolare danesi e norvegesi; il restante 13% è costituito da europei nati nel continente e trasferitisi qui. Le lingue più parlate sono il groenlandese (una lingua eschimo-aleutina, variante della lingua inuit e parente dell'Inuktitut), che conta 47.000 parlanti, e il danese. La religione più diffusa è il luteranesimo.
Il 53% della popolazione è di sesso maschile, il restante 47% femminile. Ecco le stime per fascia d'età (dati del 2007):
- 0-14 anni: 24% (6.926 maschi e 6.597 femmine, 51%/49%)
- 15-64 anni: 69,1% (20.901 maschi e 18.012 femmine, 55%/45%)
- 65 anni e oltre: 6,9% (1.873 maschi e 2.035 femmine, 45%/55%).

Il tasso di natalità è di 16,01 nati ogni 1.000 abitanti e il tasso di mortalità è di 7,93 morti ogni 1.000 abitanti; il tasso di fecondità totale è di 2,45 bambini per donna, molto alto se confrontato con quello dell'Italia, 1,35 nel 2006. L'indice di mortalità alla nascita è dell'1,498% e la speranza di vita è di 70,23 anni (66,65 maschi - 73,9 femmine). Il tasso di crescita è negativo, -0,03%, come lo è anche il tasso di immigrazione, -0,838%.